# Alexandre de Prouville
Alexandre de Prouville, marchese de Tracy-le-Mont e di Tracy-le-Val in Piccardia (Tracy-le-Mont, 1596 o 1603 – Parigi, 28 aprile 1670), è stato un militare e politico francese.
Appartenente ad una famiglia aristocratica della Piccardia, entrò giovanissimo nell'esercito francese; dal 1641 al 1649 fu commissario generale dell'esercito francese in Germania ed ebbe anche per breve periodo il comando generale delle truppe; nel 1647 rappresentò la Francia al Concordato di Ulm con la Svezia e la Baviera e fece parte dell'esercito realista contro la Fronda. 
Nel 1665 fu governatore della Nuova Francia e nel 1666 guidò una memorabile spedizione contro gli Irochesi al comando del Reggimento Carignan-Salières, distruggendone l'esercito.
Tornato in Francia, il 12 dicembre 1667 fu nominato comandante a Dunkerque e governatore del Château Trompette, la cittadella di Bordeaux.